# Eduardo Lopes Pontes
Eduardo Lopes Pontes (Rio de Janeiro, 13 de outubro de 1947) é um médico brasileiro.
Foi eleito membro da Academia Nacional de Medicina em 2000, ocupando a Cadeira 05, da qual Pedro Afonso Franco é o patrono.